# Rothschilds Geige

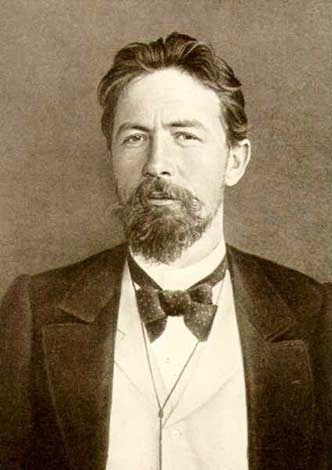
Anton Tschechow

Rothschilds Geige (russisch Скрипка Ротшильда, Skripka Rotschilda) ist eine Erzählung des russischen Schriftstellers Anton Tschechow, die am 6. Februar 1894 in der Moskauer Tageszeitung Russkije wedomosti erschien.
Alexander Brauners Übertragung ins Deutsche kam 1896 bei Hermann Zieger in Leipzig heraus. Andere Übersetzungen: 1894 ins Serbokroatische (Rotšildove gusle), 1895 ins Slowakische (Rothschildove husle), 1897 ins Tschechische (Rotschildovy housle), 1903 ins Englische (Rothschild’s Fiddle), 1905 ins Polnische (Skrzypce Rotszylda) und ins Norwegische (Rothschilds fiolin).

## Handlung
Der 70-jährige Sargtischler Jakow Matwejitsch lebt mit seiner 69-jährigen Frau Marfa in einem Städtchen. Weil wenige sterben, geht es den beiden schlecht. Aushilfsweise spielt Jakow in Schachkes’ Orchester Geige. Schachkes behält einen Großteil der Gage für sich. Im Orchester, links von Jakow, klagt die Flöte eines rothaarigen, hageren Juden. Dieser „verdammte“ Flötist heißt Rothschild wie der Krösus. Jakow ärgert sich, weil Rothschild selbst aus dem heitersten Stück ein wehmütiges zaubert. Dafür hasst Jakow den Flötisten schließlich und überträgt seinen Hass sogar auf alle Juden in seinem Umkreis.
Marfa erkrankt und stirbt. Das Leben verliert für Jakow seinen Sinn. Warum hat er nur Marja zweiundfünfzig Jahre lang angeschrien? Nun ist es zu spät. Jakow nimmt bei Marfa Maß und zimmert ihr einen Sarg. In seinem Büchlein notiert der Pessimist Jakow alles, was er nicht verdient hat – darunter nun auch: „Ein Sarg für Marfa Iwanowna – 2 Rubel 40 Kopeken.“ Der Tod – denkt Jakow am offenen Sarge seiner Frau – hat eigentlich für die Tote nur Vorteile. Das Essen, Trinken, Steuernzahlen und auch das Kränken der Leute fallen weg. Also sieht Jakow seinem Tode ohne Selbstmitleid entgegen. Auf Erden geht sowieso alles zugrunde. Marfa hatte Jakow auf dem Sterbebett noch mit bitterem Lächeln an das gemeinsame Töchterchen mit den blonden Locken erinnert, das vor fünfzig Jahren sterben musste. Aber da ist noch Jakows Geige. Was wird mit der?
Auf seinem Sterbebett dann sagt Jakow zum Priester: „Die Geige geben Sie Rothschild.“ Nach dem Tode Jakows gibt Rothschild das Flötenspiel auf und favorisiert seine neue Geige. Wenn er auf dem Wunderinstrument Jakows Stücke wiederholt, klingen die so verzagt und traurig, dass die Zuhörer weinen.

## Adaptionen

### Oper
1968 Maxim Schostakowitsch führt in Leningrad Weniamin Fleischmanns nachgelassenes Opernfragment Rothschilds Geige auf. Das Libretto entstand auf Anregung Dmitri Schostakowitschs frei nach Anton Tschechow.

### Hörspiel
2013 SRF Basel: Rothschilds Geige von Fritz Zaugg mit André Jung als Erzähler, Norbert Schwientek als Jakow und Renate Steiger als Marfa. 1 CD, 48 min, ISBN 978-3-85616-601-4

## Rezeption
Heinrich Böll schreibt am 28. Dezember 1983, als Achtzehnjähriger habe er nicht den rechten Zugang zu Anton Tschechow gefunden. Zum Beispiel sei er damals mit der „Offenheit“ des Schlusses mancher der Tschechowschen Kurzgeschichten nicht zurechtgekommen. Erst im Alter, beim erneuten Anlauf, habe Heinrich Böll solche Texte wie Mein Leben (russ. Моя жизнь, 1896), Rothschilds Geige, Die Bauern und Auf dem Gutshof schätzen gelernt. Brächten diese doch vermutlich das „wahre Rußland“ näher als manches hochtrabende Traktat. Heinrich Böll schätzt ein: „Über allem liegt bei Čechov eine fast wieder metaphysische Melancholie, mit der das Vergängliche unvergänglich wird.“

## Deutschsprachige Ausgaben
- Anton Pavlovič Čechov: Das erzählende Werk in zehn Bänden. Teil: Rothschilds Geige. Erzählungen 1893–1896. Aus dem Russischen von Gerhard Dick. 334 Seiten. Diogenes, Zürich 1976, ISBN 3-257-20265-2

### Verwendete Ausgabe
- Rothschilds Geige. Aus dem Russischen übersetzt von Ada Knipper und Gerhard Dick, S. 394–405 in: Anton Tschechow: Weiberwirtschaft. Meistererzählungen, Band aus: Gerhard Dick (Hrsg.), Wolf Düwel (Hrsg.): Anton Tschechow: Gesammelte Werke in Einzelbänden. 582 Seiten. Rütten & Loening, Berlin 1966 (1. Aufl.)

### Sekundärliteratur
- Peter Urban (Hrsg.): Über Čechov. 487 Seiten. Diogenes, Zürich 1988 (Diogenes-Taschenbuch 21244). ISBN 3-257-21244-5